# Jamie Shackleton
Jamie Stuart Shackleton (Leeds, 8 ottobre 1999) è un calciatore inglese, centrocampista dello Sheffield Utd.

## Caratteristiche tecniche
È un centrocampista centrale utilizzabile anche come terzino destro.

## Carriera
Leeds United e Milwall
Cresciuto nel settore giovanile del Leeds Utd, il 4 luglio 2017 firma il primo contratto professionistico, di durata biennale. Debutta in prima squadra l'11 agosto 2018, nella partita di Championship vinta per 1-4 contro il Derby County e due giorni dopo prolunga con i Whites fino al 2021.
Il 19 luglio 2020 segna la prima rete in carriera, nella partita di Championship vinta per 1-3 contro il Derby County; al termine della stagione conquista la promozione in Premier League, che mancava al club da 16 anni. Il 12 agosto rinnova il proprio contratto fino al 2024 ed un mese più tardi fa il suo esordio nella massima divisione inglese subentrando nella ripresa dell'incontro perso 4-3 contro il Liverpool.
Il 19 Luglio 2022 passa in prestito al Milwall dove gioca per una stagione da titolare. 
Sheffield United
Il 4 Luglio 2024 diventa ufficiale il suo trasferimento allo Sheffield United, dopo essersi svincolato dal Leeds United per la scadenza del contratto, con cui firma un contratto triennale fino al 30 Giugno 2027.

## Statistiche

### Presenze e reti nei club
Statistiche aggiornate al 23 dicembre 2020.
| Stagione         | Squadra          | Campionato       | Campionato | Campionato | Coppe nazionali | Coppe nazionali | Coppe nazionali | Coppe continentali | Coppe continentali | Coppe continentali | Altre coppe | Altre coppe | Altre coppe | Totale | Totale |
| Stagione         | Squadra          | Comp             | Pres       | Reti       | Comp            | Pres            | Reti            | Comp               | Pres               | Reti               | Comp        | Pres        | Reti        | Pres   | Reti   |
| ---------------- | ---------------- | ---------------- | ---------- | ---------- | --------------- | --------------- | --------------- | ------------------ | ------------------ | ------------------ | ----------- | ----------- | ----------- | ------ | ------ |
| 2018-2019        | Leeds Utd        | FLC              | 19+2       | 0          | FACup+CdL       | 1+2             | 0               |                    | -                  | -                  |             | -           | -           | 24     | 0      |
| 2019-2020        | Leeds Utd        | FLC              | 22         | 2          | FACup+CdL       | 0+2             | 0               |                    | -                  | -                  |             | -           | -           | 24     | 2      |
| 2020-2021        | Leeds Utd        | PL               | 6          | 0          | FACup+CdL       | 0+1             | 0               |                    | -                  | -                  |             | -           | -           | 7      | 0      |
| Totale Leeds Utd | Totale Leeds Utd | Totale Leeds Utd | 49         | 2          |                 | 6               | 0               |                    | -                  | -                  |             | -           | -           | 55     | 2      |
| Totale carriera  | Totale carriera  | Totale carriera  | 49         | 2          |                 | 6               | 0               |                    | -                  | -                  |             | -           | -           | 55     | 2      |

## Palmarès

### Club

#### Competizioni nazionali
- Campionato inglese di seconda divisione: 1

Leeds United: 2019-2020